# デーヴィッド・ロイド＝ジョーンズ
デーヴィッド・ロイド＝ジョーンズ（David Lloyd-Jones, 1934年11月19日 - 2022年6月8日）は、イギリスの指揮者。イギリス音楽のほか、ロシア音楽・文化にも精通しており、ロシア・オペラの楽譜の校訂や編纂、台詞の翻訳もおこなっている。

## 来歴
オックスフォード大学モードリン・カレッジで学び、1961年にロイヤル・リヴァプール・フィルハーモニー管弦楽団を振って指揮者デビューを果たした。その後ロイヤル・オペラ・ハウスのコレペティトールなどを経て1972年にイングリッシュ・ナショナル・オペラの副音楽監督となり、プロコフィエフのオペラ『戦争と平和』イギリス初演を行うなど、広範なレパートリーを取り入れた。
1978年、イングランド芸術協議会の要請によりリーズにオペラ・ノースを創設、初代音楽監督に就任すると同時に、専属オーケストラであるオペラ・ノース管弦楽団（別名イングリッシュ・ノーザン・フィルハーモニア）の芸術監督および首席指揮者に就任した。リヒャルト・シュトラウスのオペラ『ダフネ』のイギリス初演などをおこなっている。音楽監督からは1990年に離任した。
2007年に、ロイヤル・フィルハーモニー協会名誉会員の称号を賦与されている。
レコーディング活動に関しては、ナクソス・レーベルにイギリス音楽を集中的に録音、高い評価を得ている。代表的なものにホルストの『惑星』（冥王星付き）、バックスの交響曲全集など。他にオルウィン、ブリス、スタンフォード、ロースソーンらの録音がある。